# Décembre 1795

## Événements
- 2 décembre : combat de Bois-Rouland.

- 3 décembre : bataille de Boucéel.

- 4 décembre :
  - bataille du camp de l'Oie.
  - Bataille de Saint-James.

- 5 décembre : bataille du bois du Détroit.

- 9 décembre : combat de Mecé.

- 13 décembre, astronomie : chute d'une météorite de 25 kg près de Wold Newton dans le Yorkshire en Angleterre[1].

- 21 décembre : bataille du Rocher de La Piochais.

- 24 décembre : bataille de Montorgueil.

- 30 décembre : bataille de La Croix-Avranchin.

## Naissances
- 8 décembre :
  - Peter Andreas Hansen (mort en 1874), astronome danois.
  - Jacques François Gallay, compositeur et musicien français, virtuose du cor († 18 octobre 1864).
- 28 décembre : François-Nicolas-Madeleine Morlot, cardinal français, archevêque de Paris († 29 décembre 1862).